# Zoot Sims Plays Johnny Mandel - Quietly, There
Zoot Sims Plays Johnny Mandel - Quietly, There è un album di Zoot Sims, pubblicato dalla Pablo Records nel 1984. Il disco fu registrato il 20 e 21 marzo del 1984 al Oceanway Studios di Hollywood, California (Stati Uniti).
L'edizione su CD dell'album presenta solo sei brani (il brano Rissy è assente) a differenza dei sette presenti nell'album originale.

## Tracce
Lato A
1. Rissy – 3:44 (Johnny Mandel)
2. A Time for Love – 7:48 (Johnny Mandel, Paul Francis Webster)
3. Cinnamon and Cloves – 7:20 (Johnny Mandel, Marilyn Bergman, Alan Bergman)
4. Low Life – 6:17 (Johnny Mandel)

Lato B
1. Zoot – 7:50 (Johnny Mandel)
2. Emily – 9:41 (Johnny Mandel, Johnny Mercer)
3. Quietly There – 6:08 (Johnny Mandel, Morgan Ames)

Edizione CD del 2006, pubblicato dalla Original Jazz Classics Records
1. Cinnamon and Cloves – 5:45 (Johnny Mandel, Marilyn Bergman, Alan Bergman)
2. A Time for Love – 7:48 (Johnny Mandel, Paul Francis Webster)
3. Zoot – 6:50 (Johnny Mandel)
4. Quietly There – 6:08 (Johnny Mandel, Morgan Ames)
5. Emily – 9:44 (Johnny Mandel, Johnny Mercer)
6. Low Life – 6:18 (Johnny Mandel)

## Musicisti
- Zoot Sims - sassofono tenore
- Mike Wofford - pianoforte
- Chuck Berghofer - contrabbasso
- Nick Ceroli - batteria
- Victor Feldman - percussioni, vibrafono[5]
- Nelle note interne del CD Victor Feldman è accreditato solo come percussionista